# Maria Inês Guimarães
Pour les articles homonymes, voir Guimarães (homonymie).
 (février 2024).
Œuvres principales
Disques : Villa-Lobos, Norte e Sul, Primavera, Axuí
Répertoire
Villa-Lobos, Bach, Beethoven, Alberto Nepomuceno, Henrique Oswald, Kurtág, Jorge Antunes, Ernesto Nazareth, Zequinha de Abreu, Pixinguinha, Maria Inês Guimarães
Maria Inês Guimarães est une musicienne et pianiste brésilienne née à Uberaba en 1959. Elle est aussi musicologue, compositrice, arrangeuse, pédagogue et travaille sur une palette artistique musicale englobant divers style ; musique classique, musique contemporaine, musique populaire brésilienne, le choro ou l’improvisation libre sur un piano préparé.

## Biographie
Outre les concerts solo, en musique de chambre et en soliste avec orchestre, elle travaille aussi dans les domaines de la danse et du cinéma. Au théâtre, elle a composé en 2010 la musique de la pièce de Laurent Gaudé Salina : Le sang des femmes, dirigée à l’occasion par Brigitte Damiens. En 2012, Maria Inês a composé et créé sur piano préparé, la musique pour la pièce Un trône pour un tyran, inspirée de Shakespeare, puis Merlin et aussi Orphée, toutes dirigées par Corinne Kemeny, de la compagnie Feu Follet. Pour les deux pièces Merlin et Orphée, l'utilisation d'un synthétiseur a enrichi la diversité sonore de la musique.
Elle a étudié au Brésil avec Odette Carvalho de Camargos, au sein de l'Instituto Musical Uberabense, Eudóxia de Barros, Rafael dos Santos, Magdalena Tagliaferro. En France, Maria Inês a suivi les cours d’interprétation pianistique, analyse musicale et musique de chambre à l’École Normale de Musique de Paris avec Françoise Parrot-Hanlet. Elle a aussi travaillé avec Anna Stella Schic sur l'œuvre de Villa-Lobos.
Sa thèse de doctorat sur Lobo de Mesquita a été préparée et soutenue à l'Université Paris-Sorbonne en 1996. Dans cette thèse -  (ISBN 9782729516079) - elle réalise le catalogue thématique de l'œuvre de ce compositeur du Minas Gerais et la transcription de la Dominica in Palmis 1982 (CT MIG 03 a).
Maria Inês a toujours fait la promotion de la culture brésilienne par ses activités au sein de plusieurs organisations. Elle a codirigé à Uberaba le groupe Jorrart et à Campinas, (état de São Paulo) le Centro de Música Brasileira et l’association Levare ; en Europe, elle a fondé et assumé depuis 1996 à Paris la présidence du Cebramusik (Centre Euro-brésilien de musique). Maria Inês est présidente du Club du Choro de Paris, ainsi que la créatrice et directrice artistique du Festival et Rencontre International de Choro de Paris. Elle est professeure de piano et dirige un atelier d’improvisation libre au Conservatoire d’Antony en France. Son travail est publié en CD, partitions, articles, livres dans divers pays : France, Argentine, Belgique, Allemagne, Brésil. Vous pouvez écouter ici en portugais un programme de radio qui raconte sa carrière en musique.

## Discographie

### Travail en musique classique
Son travail d'interprète avec la musique classique est représenté dans les CD suivants, piano solo :
- Alberto Nepomuceno, publié en Allemagne en 1994 par le label Marco Polo[5] ;
- Henrique_Oswald, aussi sorti en Allemagne en 1995, par ce même producteur ;
- Villa-Lobos : Saudades das Selvas Brasileiras[6], a été publié en Belgique en 2000 par Pavane. Ce disque a eu les 5 diapasons de la revue française Diapason à l'occasion de sa sortie ;
- Contrepoint : Villa-Lobos, Kurtag, publié en Pologne à nouveau, en 2018, chez Dux. Il est sorti en France en 2006, distribué par le label Integral classic. Ce CD inclut aussi la pièce Hommage à Villa-Lobos et Kurtág composée à l’occasion de l’enregistrement, par Maria Inês.

### Entre le classique et le populaire
Dans un contexte entre le classique et le populaire, nous trouvons les CD :
- Alma Brasileira, piano solo, publié en France en 1993, par Vibrato Musique avec des compositions de Villa-Lobos, Ernesto Nazareth, Zequinha de Abreu, Chiquinha Gonzaga, Lina Pesce, Antonio Callado et la pièce Beija Flor(es) de Maria Inês ;
- le CD Fronteras latinas, Choros Tangos y Valsas, en duo avec Andrea Merenzon (bassoniste) a été publié en Argentine en 1997, par Irco-Cosentino/Rádio Clásica[7] et comporte un bonus multimédia. Une partie du répertoire de cet enregistrement a été créé en hommage aux deux musiciennes interprètes par les compositeurs argentins et brésiliens.

### Choro traditionnel, compositions propres et improvisation
Les trois CD suivants, réalisés en groupe, sont centrés dans le répertoire du Choro traditionnel, compositions propres et improvisation :
- Axuí - Ilustrando o choro, publié en France en 2004, par Integral World ;
- Primavera, aussi sorti en France en décembre de 2009, par Integral classic ;
- Norte e Sul, sortie en France en octobre 2014, par Continuo World.  Bruno Whilhelm le décrit ainsi dans sa couverture : « Si nous tournons en rond, alors élargissons le cercle (Dizzy Gillespie). Élargir le cercle nous amène à visiter d'autres territoires, à emprunter d'autres tournures de langage et à parler avec différents accents. L'esprit du Choro frappant à la porte de l'harmonie du xxe siècle, tendant des lignes ténues entre l'écrit et l'improvisé, comme l'acide d'une eau-forte brûlant les contours pour en inventer d'autres. Nous voyageons à chaque instant... »

### Autres CD - musique instrumentale, chanson, pédagogie
En tant que compositeur et interprète : Danses et oiseaux du Brésil, où ses propres compositions sont publiées en  partitions et en CD en France en 2003 par les Éditions Billaudot.
D’autres partitions sont publiées chez Egg Verlag, Allemagne, aux éditions Buissonnières en France (Le recueil Flâneries en 2020 et Fantaisies en 2018).
En tant qu'interprète : CD Jorge Antunes, meus pianistas, sortie en octobre 2016 - 13 compositions de Jorge Antunes avec les pianistes Maria Inês Guimarães, Eudóxia de Barros, Anna Stella Schic, Amaral Vieira e Sonia Maria Vieira, Jaci Tofano, Alexandre Dias, Helena Elias, Miriam Grosman, Antonio Eduardo, Mariuga, Rogério Zaghi.
En tant que compositeur : 
CD Berceuses du temps retrouvé. Dans ce CD, 34 pièces datant de 1780 à 2010 sont enregistrées par la pianiste Nathalie Guillermic, dont la berceuse Thais, de Maria Inês Guimarães (publiée dans Danses et oiseaux du Brésil par Billaudot). FrancoBrasileiro, Choro do Arthur avec Richard Mercier et Carlos Walter. Ruídos de Costura, avec Toca de Tatu. Ruídos de Costura parcourt la Mantiqueira, traverse l'Atlantique... le cerrado et l'arrière-pays de Geraes en compagnie de Maria Inês Guimarães et de ses amis de Toca de Tatu et de nombreux autres compagnons de navigation. Les chansons d'Eduardo Guimarães sont le sommet d'un paysage unique peint à la main... des voix qui chantent avec singularité et sensibilité émouvante une brésilienne universelle.

### Musicologie
CD Lobo de Mesquita - Dominica in Palmis -1782 - Chœur Henri Duparc et Ensemble Musica Antiqua, publié en France en 2000, par le label La Nuit transfigurée, avec un livret assez complet sur l’œuvre du compositeur restituée par Maria Inês et le contexte historique. La transcription de la pièce a été éditée par les éditions A Cœur Joie. Ce travail est le résultat de sa thèse de doctorat à la Sorbonne - Paris IV.

## Sa formation
Les maîtres :  Au Brésil : Piano : Odette Carvallho de Camargos, Eudóxia de Barros, Rafael dos Santos. En France : Piano : Françoise Parrot-Hanlet, Anna Stella Schic ; Improvisation : Harry Swift, Jean-Marie Machado et Bruno Wilhelm ; Musicologie à la Sorbonne, Paris IV - Doctorat : Edith Weber, Serge Gut, Nicolas Meeus.

## Les groupes
Ilustrando o Choro, duo Merenzon-Guimarães, Duo Asymétrie, L’attachement des Bobines, Choro Quartet et divers d'autres groupes de musique de chambre.